# Milan Associazione Calcio 1993-1994
Questa voce raccoglie le informazioni riguardanti il Milan Associazione Calcio nelle competizioni ufficiali della stagione 1993-1994.

## Stagione

Il tecnico Capello posa nel precampionato a Milanello con i neoacquisti della stagione.

Anche la stagione 1993-1994 comincia con sostanziosi mutamenti del parco giocatori. Finita l'era degli olandesi (Gullit e Rijkaard sono stati ceduti a Sampdoria e Ajax mentre van Basten non scenderà mai in campo poiché infortunato), dopo tredici anni lascia il Milan anche Alberico Evani, si ritira dal calcio giocato Aldo Serena, mentre Gianluigi Lentini, vittima di un grave incidente automobilistico, è fuori squadra per tutta la stagione. Sono acquistati Brian Laudrup, Florin Răducioiu, Christian Panucci, Alessandro Orlando, Mario Ielpo e, a ottobre, Marcel Desailly che svolgerà un ruolo di centrocampista arretrato. Marco Simone diventa stabilmente titolare e determinanti risultano le reti di Jean-Pierre Papin, Pallone d'oro 1991, e di Daniele Massaro.
La stagione 1993-1994 si apre con la vittoria della Supercoppa italiana a Washington (prima edizione del trofeo disputata fuori dall'Italia) contro il Torino grazie a una rete di Simone nei minuti iniziali della partita.
In campionato il Milan, campione in carica, si porta subito al comando della classifica grazie a 5 vittorie e un pareggio nelle prime 6 giornate ottenuti senza subire alcun gol. I successivi 3 pareggi e la sconfitta della decima giornata contro Sampdoria, che mette fine a 72 giornate consecutive in testa alla classifica e 38 risultati utili consecutivi in trasferta per il Milan, consentono ai doriani e alla Juventus di superare in classifica i rossoneri. Già nella giornata seguente il Milan, grazie alla vittoria nel derby di Milano contro l'Inter torna in testa alla classifica insieme al Parma. Rossoneri e gialloblu pareggiano lo scontro diretto della tredicesima giornata a Parma per 0-0 e vengono raggiunti in testa alla classifica dalla Sampdoria, ma la settimana successiva il Milan si riporta solo al comando grazie alla vittoria contro il Torino, la sconfitta del Parma contro la Roma e il pareggio nel derby di Genova.
La seguente serie di 14 risultati utili consecutivi (11 vittorie, tra cui quella sul campo della Juventus e in casa contro la Sampdoria, e 3 pareggi) consente al Milan di creare un certo margine sulle inseguitrici e il 17 aprile 1994, grazie al 2-2 interno con l'Udinese vince il suo 14º scudetto, il terzo consecutivo dopo le vittorie ottenute nel 1991-1992 e nel 1992-1993. Il club rossonero supera così l'Inter per numero di campionati conquistati, diventando la seconda squadra italiana per titoli nazionali vinti, alle spalle solo della Juventus.

Il portiere Rossi sotto la curva rossonera dopo Milan- (2-1) del 27 febbraio 1994, in cui stabilì con 929' l'allora record d'imbattibilità della Serie A a girone unico.

Nel campionato appena vinto il club stabilisce alcuni record: uno è relativo alle reti subite, 15 in 34 gare, la cifra più bassa mai registrata nei campionati a 18 squadre. In questo torneo, inoltre, i rossoneri, con la sconfitta di ottobre contro la Sampdoria (3-2), chiudono la serie di 38 giornate consecutive di imbattibilità esterna, iniziata nel settembre 1991 ad Ascoli, stabilendo un nuovo primato. Nel corso del campionato, il portiere milanista Sebastiano Rossi stabilisce inoltre l'allora record di imbattibilità in Serie A, 929 minuti senza subire reti, tra il 37' della 16ª giornata contro il Cagliari (gol di Villa) e il 66' della 26ª giornata contro il Foggia (rete di Kolyvanov); un primato che resisterà per i successivi ventidue anni.
In Coppa Italia, dopo avere eliminato nei sedicesimi di finale il Vicenza, il Milan viene eliminato negli ottavi dal Piacenza.
In Champions League il Milan elimina nei sedicesimi di finale gli svizzeri dell'Aarau e negli ottavi i danesi del Copenaghen, qualificandosi così per la fase a gironi dove trova i belgi dell'Anderlecht, i portoghesi del Porto e i tedeschi del Werder Brema. I rossoneri si classificano al primo posto nel loro girone con 8 punti grazie a 2 vittorie e 4 pareggi. Nella semifinale in gara unica il Milan batte per 3-0 il Monaco e il 18 maggio 1994 riscatta la sconfitta contro l'Olympique de Marseille patita nella finale dell'anno precedente vincendo la competizione avendo la meglio nella finale di Atene sul Barcellona per 4-0 con reti di Massaro (doppietta), Savićević e Desailly. Con la vittoria in Champions League, il Milan del 1993-1994 e l'Inter del 1964-1965 e del 2009-2010 sono le uniche squadre italiane ad aver vinto il titolo nazionale e la Coppa dei Campioni/Champions League nella stessa annata.
Nel dicembre 1993 e nel gennaio e febbraio 1994 il Milan prese inoltre parte alla Coppa Intercontinentale e alla Supercoppa UEFA al posto dell'Olympique Marsiglia, vincitore della Champions League 1992-1993 ma squalificato per via dell'Affaire VA-OM. In entrambe le competizioni il Milan viene battuto dai propri avversari: il San Paolo vince la Coppa Intercontinentale con il risultato di 3-2 e il Parma la Supercoppa UEFA (0-1 al Tardini e 0-2 a San Siro dopo i tempi supplementari).

## Divise e sponsor

Il 33enne Massaro, qui in azione con la seconda divisa fasciata, è autore della sua migliore stagione sottorete, culminata con la doppietta al nella vittoriosa finale di Champions League (4-0).

Lo sponsor tecnico per la stagione 1993-1994 è Lotto, mentre lo sponsor ufficiale è Motta.
La prima divisa è una maglia a strisce verticali della stessa dimensione, rosse e nere, con pantaloncini e calzettoni bianchi. La divisa di riserva è composta da una maglia bianca con fascia rossonera, abbinata a pantaloncini e calzettoni bianchi. Nella finale di Champions League contro il Barcellona viene usata una maglia completamente bianca con colletto e bordini rossi.
| Casa | Trasferta | Finale UCL | Portiere | Portiere |

## Organigramma societario
Area direttiva
- Presidente: Silvio Berlusconi
- Amministratore delegato: Adriano Galliani[31]
- Direttore sportivo: Ariedo Braida

Area organizzativa
- Direttore organizzativo: Umberto Gandini
- Team manager: Silvano Ramaccioni
- Segretaria: Rina Barbara Ercoli

Area tecnica
- Allenatore: Fabio Capello
- Allenatore in seconda: Italo Galbiati
- Preparatori dei portieri: Roberto Negrisolo
- Preparatore atletico: Vincenzo Pincolini

Area sanitaria
- Responsabile servizi sanitari: Rodolfo Tavana
- Medico sociale: Giovanni Battista Monti
- Massaggiatori: Giancarlo Bertassi, Franco Pagani

## Rosa

Marcel Desailly, rinforzo del mercato autunnale, entra in campo accanto al parmense Zola nella trasferta del 28 novembre 1993.

| N. |                    | Ruolo | Calciatore                     |
| -- | ------------------ | ----- | ------------------------------ |
|    | Italia (bandiera)  | P     | Francesco Antonioli            |
|    | Italia (bandiera)  | P     | Mario Ielpo                    |
|    | Italia (bandiera)  | P     | Sebastiano Rossi               |
|    | Italia (bandiera)  | D     | Franco Baresi (capitano)       |
|    | Italia (bandiera)  | D     | Alessandro Costacurta          |
|    | Francia (bandiera) | D     | Marcel Desailly                |
|    | Italia (bandiera)  | D     | Filippo Galli                  |
|    | Italia (bandiera)  | D     | Paolo Maldini                  |
|    | Italia (bandiera)  | D     | Stefano Nava                   |
|    | Italia (bandiera)  | D     | Alessandro Orlando             |
|    | Italia (bandiera)  | D     | Christian Panucci              |
|    | Italia (bandiera)  | D     | Mirco Sadotti                  |
|    | Italia (bandiera)  | D     | Mauro Tassotti (vice capitano) |
|    | Italia (bandiera)  | D     | Rufo Emiliano Verga            |
|    | Italia (bandiera)  | C     | Demetrio Albertini             |

| N. |                        | Ruolo | Calciatore         |
| -- | ---------------------- | ----- | ------------------ |
|    | Croazia (bandiera)     | C     | Zvonimir Boban     |
|    | Italia (bandiera)      | C     | Angelo Carbone     |
|    | Italia (bandiera)      | C     | Francesco Cozza    |
|    | Italia (bandiera)      | C     | Fernando De Napoli |
|    | Italia (bandiera)      | C     | Roberto Donadoni   |
|    | Italia (bandiera)      | C     | Stefano Eranio     |
|    | Jugoslavia (bandiera)  | C     | Dejan Savićević    |
|    | Italia (bandiera)      | A     | Daniele Guerzoni   |
|    | Danimarca (bandiera)   | A     | Brian Laudrup      |
|    | Italia (bandiera)      | A     | Gianluigi Lentini  |
|    | Italia (bandiera)      | A     | Daniele Massaro    |
|    | Francia (bandiera)     | A     | Jean-Pierre Papin  |
|    | Romania (bandiera)     | A     | Florin Răducioiu   |
|    | Italia (bandiera)      | A     | Marco Simone       |
|    | Paesi Bassi (bandiera) | A     | Marco van Basten   |

## Calciomercato

### Sessione estiva
| Acquisti | Acquisti                | Acquisti     | Acquisti                     |
| R.       | Nome                    | da           | Modalità                     |
| -------- | ----------------------- | ------------ | ---------------------------- |
| P        | Mario Ielpo             | Cagliari     | definitivo                   |
| D        | Roberto Lorenzini       | Ancona       | fine prestito                |
| D        | Alessandro Orlando      | Udinese      | definitivo (3,2 miliardi ₤)  |
| D        | Christian Panucci       | Genoa        | definitivo (11,5 miliardi ₤) |
| D        | Rufo Emiliano Verga     | Fiorentina   | definitivo                   |
| C        | Angelo Carbone          | Napoli       | fine prestito                |
| A        | Massimiliano Cappellini | Como         | fine prestito                |
| A        | Giovane Élber           | Grasshoppers | fine prestito                |
| A        | Brian Laudrup           | Fiorentina   | definitivo (1,3 miliardi ₤)  |
| A        | Florin Răducioiu        | Brescia      | definitivo (4,8 miliardi ₤)  |

| Cessioni | Cessioni                | Cessioni     | Cessioni      |
| R.       | Nome                    | a            | Modalità      |
| -------- | ----------------------- | ------------ | ------------- |
| P        | Guido Bistazzoni        |              | fine carriera |
| P        | Carlo Cudicini          | Como         | prestito      |
| D        | Enzo Gambaro            | Napoli       | prestito      |
| D        | Roberto Lorenzini       | Genoa        | comproprietà  |
| D        | Martino Traversa        | Bologna      | definitivo    |
| C        | Alberico Evani          | Sampdoria    | definitivo    |
| C        | Ruud Gullit             | Sampdoria    | definitivo    |
| C        | Frank Rijkaard          | Ajax         | definitivo    |
| A        | Massimiliano Cappellini | Foggia       | definitivo    |
| A        | Giovane Élber           | Grasshoppers | definitivo    |
| A        | Aldo Serena             | -            | fine carriera |

### Sessione autunnale
| Acquisti | Acquisti        | Acquisti            | Acquisti   |
| R.       | Nome            | da                  | Modalità   |
| -------- | --------------- | ------------------- | ---------- |
| D        | Marcel Desailly | Olympique Marsiglia | definitivo |

| Cessioni | Cessioni            | Cessioni | Cessioni   |
| R.       | Nome                | a        | Modalità   |
| -------- | ------------------- | -------- | ---------- |
| P        | Francesco Antonioli | Pisa     | definitivo |
| D        | Rufo Emiliano Verga | Lecce    | definitivo |

## Risultati

### Serie A

#### Girone di andata
| Arbitro: | Luci (Firenze) |

|  |           |           |
|  | Marcatori | 54’ Boban |

| Arbitro: | Collina (Viareggio) |

|             |           |  |
| Massaro 40’ | Marcatori |  |

| Piacenza 8 settembre 1993 3ª giornata | Piacenza                    | 0 – 0 referto | Milan | Stadio Galleana (20 673 spett.)\| Arbitro: \| Cinciripini (Ascoli Piceno) \| |
| Arbitro:                              | Cinciripini (Ascoli Piceno) |               |       |                                                                              |

| Arbitro: | Trentalange (Torino) |

|                         |           |  |
| Papin 23’ Răducioiu 52’ | Marcatori |  |

| Arbitro: | Ceccarini (Livorno) |

|                    |           |  |
| Papin 45’ Nava 70’ | Marcatori |  |

| Arbitro: | Pairetto (Nichelino) |

|  |           |                     |
|  | Marcatori | 9’ Papin 20’ Simone |

| Milano 3 ottobre 1993 7ª giornata | Milan           | 0 – 0 referto | Lazio | Stadio Giuseppe Meazza (63 279 spett.)\| Arbitro: \| Nicchi (Arezzo) \| |
| Arbitro:                          | Nicchi (Arezzo) |               |       |                                                                         |

| Arbitro: | Beschin (Legnano) |

|               |           |           |
| Kolyvanov 60’ | Marcatori | 80’ Boban |

| Arbitro: | Luci (Firenze) |

|               |           |                      |
| Albertini 75’ | Marcatori | 61’ (rig.) R. Baggio |

| Arbitro: | Nicchi (Arezzo) |

|                                              |           |                           |
| Katanec 56’ R. Mancini 71’ (rig.) Gullit 78’ | Marcatori | 11’ Albertini 25’ Laudrup |

| Arbitro: | Baldas (Trieste) |

|                     |           |                       |
| Bergkamp 64’ (rig.) | Marcatori | 34’ Panucci 52’ Papin |

| Arbitro: | Bazzoli (Merano) |

|                           |           |             |
| Panucci 61’ Albertini 90’ | Marcatori | 45’ Pecchia |

| Parma 28 novembre 1993 13ª giornata | Parma               | 0 – 0 referto | Milan | Stadio Ennio Tardini (28 803 spett.)\| Arbitro: \| Ceccarini (Livorno) \| |
| Arbitro:                            | Ceccarini (Livorno) |               |       |                                                                           |

| Arbitro: | Stafoggia (Pesaro) |

|               |           |  |
| Răducioiu 27’ | Marcatori |  |

| Udine 6 gennaio 1994 15ª giornata | Udinese                     | 0 – 0 referto | Milan | Stadio Friuli (22 760 spett.)\| Arbitro: \| Cinciripini (Ascoli Piceno) \| |
| Arbitro:                          | Cinciripini (Ascoli Piceno) |               |       |                                                                            |

| Arbitro: | Amendolia (Messina) |

|                  |           |           |
| Massaro 32’, 34’ | Marcatori | 37’ Villa |

| Arbitro: | Rosica (Roma) |

|  |           |              |
|  | Marcatori | 28’ Desailly |

#### Girone di ritorno
| Milano 9 gennaio 1994 18ª giornata | Milan                                  | 0 – 0 referto | Lecce | Stadio Giuseppe Meazza (59 263 spett.)\| Arbitro: \| Pellegrino (Barcellona Pozzo di Gotto) \| |
| Arbitro:                           | Pellegrino (Barcellona Pozzo di Gotto) |               |       |                                                                                                |

| Genova 16 gennaio 1994 19ª giornata | Genoa            | 0 – 0 referto | Milan | Stadio Luigi Ferraris (30 291 spett.)\| Arbitro: \| Bazzoli (Merano) \| |
| Arbitro:                            | Bazzoli (Merano) |               |       |                                                                         |

| Arbitro: | Rodomonti (Teramo) |

|                       |           |  |
| Massaro 72’ Papin 76’ | Marcatori |  |

| Arbitro: | Baldas (Trieste) |

|  |           |             |
|  | Marcatori | 55’ Massaro |

| Arbitro: | Amendolia (Messina) |

|  |           |                         |
|  | Marcatori | 11’ Massaro 77’ Maldini |

| Arbitro: | Quartuccio (Torre Annunziata) |

|            |           |  |
| Simone 63’ | Marcatori |  |

| Arbitro: | Beschin (Legnano) |

|  |           |             |
|  | Marcatori | 45’ Massaro |

| Arbitro: | Braschi (Prato) |

|                       |           |               |
| Boban 46’ Massaro 54’ | Marcatori | 66’ Kolyvanov |

| Arbitro: | Collina (Viareggio) |

|  |           |            |
|  | Marcatori | 60’ Eranio |

| Arbitro: | Stafoggia (Pesaro) |

|             |           |  |
| Massaro 25’ | Marcatori |  |

| Arbitro: | Ceccarini (Livorno) |

|                                |           |               |
| Bergomi 46’ (aut.) Massaro 89’ | Marcatori | 86’ Schillaci |

| Arbitro: | Rodomonti (Teramo) |

|              |           |  |
| Di Canio 79’ | Marcatori |  |

| Arbitro: | Boggi (Salerno) |

|             |           |                 |
| Massaro 73’ | Marcatori | 84’ (rig.) Zola |

| Torino 9 aprile 1994 31ª giornata | Torino          | 0 – 0 referto | Milan | Stadio delle Alpi (32 348 spett.)\| Arbitro: \| Cesari (Genova) \| |
| Arbitro:                          | Cesari (Genova) |               |       |                                                                    |

| Arbitro: | Luci (Firenze) |

|                      |           |                            |
| Boban 60’ Simone 70’ | Marcatori | 69’ Borgonovo 71’ Rossitto |

| Cagliari 23 aprile 1994 33ª giornata | Cagliari            | 0 – 0 referto | Milan | Stadio Sant'Elia (23 651 spett.)\| Arbitro: \| Collina (Viareggio) \| |
| Arbitro:                             | Collina (Viareggio) |               |       |                                                                       |

| Arbitro: | Cesari (Genova) |

|  |           |                 |
|  | Marcatori | 71’ M. Esposito |

### Coppa Italia

#### Turni eliminatori
| Arbitro: | Braschi (Prato) |

|                                        |           |  |
| A. Carbone 2’ Răducioiu 42’ Eranio 71’ | Marcatori |  |

| Arbitro: | Tombolini (Ancona) |

|               |           |               |
| Civeriati 71’ | Marcatori | 53’ Savićević |

#### Fase finale
| Arbitro: | Bettin (Padova) |

|                 |           |              |
| Al. Orlando 25’ | Marcatori | 84’ Maccoppi |

| Arbitro: | Collina (Viareggio) |

|             |           |  |
| Piovani 90’ | Marcatori |  |

### Champions League

#### Primo turno
| Arbitro: | Snoddy |

|  |           |           |
|  | Marcatori | 54’ Papin |

| Milano 29 settembre 1993, ore 20:30 CET Ritorno | Milan | 0 – 0 referto | Aarau | Stadio Giuseppe Meazza (58 993 spett.)\| Arbitro: \| Batta \| |
| Arbitro:                                        | Batta |               |       |                                                               |

#### Secondo turno
| Arbitro: | Goethals |

|  |           |                                                      |
|  | Marcatori | 1’, 72’ Papin 5’, 15’ Simone 44’ Laudrup 60’ Orlando |

| Arbitro: | Puhl |

|           |           |  |
| Papin 44’ | Marcatori |  |

#### Fase a gironi
| Anderlecht 24 novembre 1993, ore 20:30 CET 1ª giornata – Gruppo B | Anderlecht | 0 – 0 referto | Milan | Constant Vanden Stock Stadium (28 063 spett.)\| Arbitro: \| Žuk \| |
| Arbitro:                                                          | Žuk        |               |       |                                                                    |

| Arbitro: | Sundell |

|                                       |           |  |
| Răducioiu 16’ Panucci 39’ Massaro 63’ | Marcatori |  |

| Arbitro: | Mottram |

|                           |           |            |
| Maldini 48’ Savićević 68’ | Marcatori | 54’ Basler |

| Arbitro: | Nielsen |

|                  |           |               |
| Rufer 52’ (rig.) | Marcatori | 74’ Savićević |

| Milano 30 marzo 1994, ore 20:30 CEST 5ª giornata – Gruppo B | Milan   | 0 – 0 referto | Anderlecht | Stadio Giuseppe Meazza (39 626 spett.)\| Arbitro: \| Quiniou \| |
| Arbitro:                                                    | Quiniou |               |            |                                                                 |

| Porto 13 aprile 1994, ore 20:30 CEST 6ª giornata – Gruppo B | Porto | 0 – 0 referto | Milan | Estádio das Antas (48 000 spett.)\| Arbitro: \| Puhl \| |
| Arbitro:                                                    | Puhl  |               |       |                                                         |

#### Semifinale
| Arbitro: | Heynemann |

|                                        |           |  |
| Desailly 14’ Albertini 48’ Massaro 65’ | Marcatori |  |

#### Finale
| Arbitro: | Don |

|                                               |           |  |
| Massaro 22’, 45+2’ Savićević 47’ Desailly 58’ | Marcatori |  |

### Supercoppa italiana
| Arbitro: | Dias |

|           |           |  |
| Simone 4’ | Marcatori |  |

### Coppa Intercontinentale
| Arbitro: | Quiniou |

|                       |           |                                    |
| Massaro 48’ Papin 81’ | Marcatori | 19’ Palhinha 59’ Cerezo 87’ Müller |

### Supercoppa UEFA
| Arbitro: | Díaz |

|  |           |           |
|  | Marcatori | 43’ Papin |

| Arbitro: | Röthlisberger |

|  |           |                        |
|  | Marcatori | 67’ Sensini 95’ Crippa |

## Statistiche

### Statistiche di squadra
| Competizione            | Punti | In casa | In casa | In casa | In casa | In casa | In casa | In trasferta | In trasferta | In trasferta | In trasferta | In trasferta | In trasferta | Totale | Totale | Totale | Totale | Totale | Totale | DR  |
| Competizione            | Punti | G       | V       | N       | P       | Gf      | Gs      | G            | V            | N            | P            | Gf           | Gs           | G      | V      | N      | P      | Gf     | Gs     | DR  |
| ----------------------- | ----- | ------- | ------- | ------- | ------- | ------- | ------- | ------------ | ------------ | ------------ | ------------ | ------------ | ------------ | ------ | ------ | ------ | ------ | ------ | ------ | --- |
| Serie A                 | 50    | 17      | 11      | 5       | 1       | 22      | 9       | 17           | 8            | 7            | 2            | 14           | 6            | 34     | 19     | 12     | 3      | 36     | 15     | +21 |
| Coppa Italia            | -     | 2       | 1       | 1       | 0       | 4       | 1       | 2            | 0            | 1            | 1            | 1            | 2            | 4      | 1      | 2      | 1      | 5      | 3      | +2  |
| Champions League        | -     | 6       | 4       | 2       | 0       | 9       | 1       | 5            | 2            | 3            | 0            | 8            | 1            | 12     | 7      | 5      | 0      | 21     | 2      | +19 |
| Supercoppa italiana     | -     | -       | -       | -       | -       | -       | -       | -            | -            | -            | -            | -            | -            | 1      | 1      | 0      | 0      | 1      | 0      | +1  |
| Coppa Intercontinentale | -     | -       | -       | -       | -       | -       | -       | -            | -            | -            | -            | -            | -            | 1      | 0      | 0      | 1      | 2      | 3      | -1  |
| Supercoppa UEFA         | -     | 1       | 0       | 0       | 1       | 0       | 2       | 1            | 1            | 0            | 0            | 1            | 0            | 2      | 1      | 0      | 1      | 1      | 2      | -1  |
| Totale                  | -     | 26      | 16      | 8       | 2       | 35      | 13      | 25           | 11           | 11           | 3            | 24           | 9            | 54     | 29     | 19     | 6      | 66     | 25     | +41 |

### Statistiche dei giocatori
Sono in corsivo i calciatori che hanno lasciato la società durante la stagione.
| Giocatore     | Serie A  | Serie A | Serie A     | Serie A    | Coppa Italia | Coppa Italia | Coppa Italia | Coppa Italia | Champions League | Champions League | Champions League | Champions League | Supercoppa italiana + Coppa Intercontinentale + Supercoppa UEFA | Supercoppa italiana + Coppa Intercontinentale + Supercoppa UEFA | Supercoppa italiana + Coppa Intercontinentale + Supercoppa UEFA | Supercoppa italiana + Coppa Intercontinentale + Supercoppa UEFA | Totale   | Totale | Totale      | Totale     |
| Giocatore     | Presenze | Reti    | Ammonizioni | Espulsioni | Presenze     | Reti         | Ammonizioni  | Espulsioni   | Presenze         | Reti             | Ammonizioni      | Espulsioni       | Presenze                                                        | Reti                                                            | Ammonizioni                                                     | Espulsioni                                                      | Presenze | Reti   | Ammonizioni | Espulsioni |
| ------------- | -------- | ------- | ----------- | ---------- | ------------ | ------------ | ------------ | ------------ | ---------------- | ---------------- | ---------------- | ---------------- | --------------------------------------------------------------- | --------------------------------------------------------------- | --------------------------------------------------------------- | --------------------------------------------------------------- | -------- | ------ | ----------- | ---------- |
| D. Albertini  | 26       | 3       | 6           | 0          | 0            | 0            | 0            | 0            | 11               | 1                | 2                | 0                | 1+1+2                                                           | 0                                                               | 0                                                               | 0                                                               | 41       | 4      | 8           | 0          |
| F. Antonioli  | 0        | -0      | 0           | 0          | 0            | -0           | 0            | 0            | 0                | -0               | 0                | 0                | 0                                                               | -0                                                              | 0                                                               | 0                                                               | 0        | -0     | 0           | 0          |
| F. Baresi     | 31       | 0       | 4           | 0          | 0            | 0            | 0            | 0            | 9                | 0                | 3                | 0                | 1+1+2                                                           | 0                                                               | 0                                                               | 0                                                               | 44       | 0      | 7           | 0          |
| Z. Boban      | 20       | 4       | 4           | 0          | 1            | 0            | 0            | 0            | 8                | 0                | 0                | 0                | 1+0+0                                                           | 0                                                               | 1+0+0                                                           | 0                                                               | 30       | 4      | 5           | 0          |
| A. Carbone    | 9        | 0       | 0           | 0          | 1            | 1            | 0            | 0            | 4                | 0                | 2                | 1                | 0+0+1                                                           | 0                                                               | 0                                                               | 0                                                               | 15       | 1      | 2           | 1          |
| A. Costacurta | 30       | 0       | 7           | 0          | 2            | 0            | 0            | 0            | 11               | 0                | 2                | 1                | 1+1+2                                                           | 0                                                               | 0                                                               | 0                                                               | 47       | 0      | 9           | 1          |
| F. Cozza      | 0        | 0       | 0           | 0          | 1            | 0            | 0            | 0            | 0                | 0                | 0                | 0                | 0                                                               | 0                                                               | 0                                                               | 0                                                               | 1        | 0      | 0           | 0          |
| F. De Napoli  | 5        | 0       | 0           | 0          | 3            | 0            | 0            | 0            | 2                | 0                | 0                | 0                | 0                                                               | 0                                                               | 0                                                               | 0                                                               | 10       | 0      | 0           | 0          |
| M. Desailly   | 21       | 1       | 1           | 0          | 1            | 0            | 0            | 0            | 6                | 2                | 0                | 0                | 0+1+2                                                           | 0                                                               | 0+0+1                                                           | 0                                                               | 31       | 3      | 2           | 0          |
| R. Donadoni   | 32       | 0       | 0           | 0          | 3            | 0            | 0            | 0            | 8                | 0                | 1                | 0                | 1+1+2                                                           | 0                                                               | 0                                                               | 0                                                               | 47       | 0      | 1           | 0          |
| S. Eranio     | 21       | 1       | 3           | 0          | 2            | 1            | 1            | 0            | 3                | 0                | 1                | 0                | 1+0+1                                                           | 0                                                               | 1+0+1                                                           | 0                                                               | 28       | 2      | 7           | 0          |
| F. Galli      | 8        | 0       | 1           | 0          | 4            | 0            | 1            | 0            | 6                | 0                | 0                | 0                | 0                                                               | 0                                                               | 0                                                               | 0                                                               | 18       | 0      | 2           | 0          |
| D. Guerzoni   | 0        | 0       | 0           | 0          | 1            | 0            | 0            | 0            | 0                | 0                | 0                | 0                | 0                                                               | 0                                                               | 0                                                               | 0                                                               | 1        | 0      | 0           | 0          |
| M. Ielpo      | 3        | -4      | 0           | 0          | 4            | -3           | 0            | 0            | 1                | -0               | 0                | 0                | 0                                                               | 0                                                               | 0                                                               | 0                                                               | 8        | -7     | 0           | 0          |
| B. Laudrup    | 9        | 1       | 2           | 0          | 2            | 0            | 0            | 0            | 6                | 1                | 0                | 0                | 0+0+1                                                           | 0                                                               | 0                                                               | 0                                                               | 18       | 2      | 2           | 0          |
| G. Lentini    | 7        | 0       | 0           | 0          | 1            | 0            | 0            | 0            | 1                | 0                | 0                | 0                | 0+0+1                                                           | 0                                                               | 0                                                               | 0                                                               | 10       | 0      | 0           | 0          |
| P. Maldini    | 30       | 1       | 2           | 0          | 2            | 0            | 0            | 0            | 10               | 1                | 2                | 0                | 1+1+2                                                           | 0                                                               | 0                                                               | 0                                                               | 46       | 2      | 4           | 0          |
| D. Massaro    | 29       | 11      | 1           | 0          | 3            | 0            | 1            | 0            | 11               | 4                | 2                | 0                | 1+1+2                                                           | 0+1+0                                                           | 0                                                               | 0                                                               | 47       | 16     | 4           | 0          |
| S. Nava       | 3        | 1       | 0           | 0          | 3            | 0            | 1            | 0            | 2                | 0                | 0                | 0                | 0                                                               | 0                                                               | 0                                                               | 0                                                               | 8        | 1      | 1           | 0          |
| A. Orlando    | 13       | 0       | 2           | 0          | 3            | 1            | 0            | 0            | 5                | 1                | 0                | 0                | 0+1+0                                                           | 0                                                               | 0                                                               | 0                                                               | 22       | 2      | 2           | 0          |
| C. Panucci    | 19       | 2       | 4           | 0          | 3            | 0            | 0            | 0            | 7                | 1                | 2                | 0                | 0+1+2                                                           | 0                                                               | 0+0+1                                                           | 0                                                               | 32       | 3      | 7           | 0          |
| J. Papin      | 18       | 5       | 3           | 1          | 2            | 0            | 0            | 0            | 6                | 4                | 0                | 0                | 0+1+2                                                           | 0+1+1                                                           | 0+1+0                                                           | 0                                                               | 29       | 11     | 4           | 1          |
| F. Răducioiu  | 7        | 2       | 2           | 0          | 3            | 1            | 1            | 0            | 2                | 1                | 1                | 0                | 1+1+0                                                           | 0                                                               | 0                                                               | 0                                                               | 14       | 4      | 4           | 0          |
| S. Rossi      | 31       | -11     | 3           | 0          | 0            | -0           | 0            | 0            | 11               | -2               | 1                | 0                | 1+1+2                                                           | -0+-3+-2                                                        | 0                                                               | 0                                                               | 46       | -18    | 4           | 0          |
| M. Sadotti    | 0        | 0       | 0           | 0          | 1            | 0            | 1            | 0            | 0                | 0                | 0                | 0                | 0                                                               | 0                                                               | 0                                                               | 0                                                               | 1        | 0      | 1           | 0          |
| D. Savićević  | 20       | 0       | 2           | 0          | 3            | 1            | 0            | 0            | 7                | 3                | 0                | 0                | 1+0+1                                                           | 0                                                               | 0                                                               | 0                                                               | 32       | 4      | 2           | 0          |
| M. Simone     | 25       | 3       | 0           | 0          | 1            | 0            | 0            | 0            | 7                | 2                | 2                | 0                | 1+0+0                                                           | 1+0+0                                                           | 0                                                               | 0                                                               | 34       | 6      | 2           | 0          |
| M. Tassotti   | 21       | 0       | 1           | 0          | 1            | 0            | 1            | 0            | 9                | 0                | 2                | 0                | 1+1+1                                                           | 0                                                               | 0                                                               | 0                                                               | 34       | 0      | 4           | 0          |
| M. van Basten | 0        | 0       | 0           | 0          | 0            | 0            | 0            | 0            | 0                | 0                | 0                | 0                | 0                                                               | 0                                                               | 0                                                               | 0                                                               | 0        | 0      | 0           | 0          |
| E. Verga      | 0        | 0       | 0           | 0          | 0            | 0            | 0            | 0            | 0                | 0                | 0                | 0                | 0                                                               | 0                                                               | 0                                                               | 0                                                               | 0        | 0      | 0           | 0          |